# Phaeoceros
Phaeoceros là một chi rêu trong họ Anthocerotaceae.